# Captain Beyond (album)
Captain Beyond je debutové album kalifornské rockové skupiny Captain Beyond, vydané v roce 1972. na albu jsou slyšet dřívější členové skupin Deep Purple a Iron Butterfly.

## Seznam skladeb
Všechny skladby napsali Rod Evans & Bobby Caldwell.

### Strana 1
1. "Dancing Madly Backwards (On a Sea of Air)" – 4:01
2. "Armworth" – 1:48
3. "Myopic Void" – 3:30
4. "Mesmerization Eclipse" – 3:48
5. "Raging River of Fear" – 3:47

### Strana 2
1. "Thousand Days of Yesterdays (Intro)" – 1:19
2. "Frozen Over" – 3:46
3. "Thousand Days of Yesterdays (Time Since Come and Gone)" – 3:56
4. "I Can't Feel Nothin' (Part 1)" – 3:06
5. "As the Moon Speaks (To the Waves of the Sea)" – 2:25
6. "Astral Lady" – 0:16
7. "As the Moon Speaks (Return) – 2:13
8. "I Can't Feel Nothin' (Part 2)" – 1:13

## Sestava
- Rod Evans – zpěv
- Larry "Rhino" Reinhardt – kytara
- Lee Dorman – basová kytara, piáno, Hammondovy varhany, zpěv
- Bobby Caldwell – bicí, perkuse, Hammondovy varhany, vibrafon, zpěv